# Here with Me
«Here with Me» (с англ. — «Здесь со мной») ― дебютный сингл британской певицы и автора песен Дайдо. Это был первый сингл, который она выпустила со своего дебютного студийного альбома 1999 года No Angel. Песня была написана о ее тогдашнем бойфренде Бобе Пейдже. Сингл был выпущен 17 мая 1999 года в США, а в Великобритании ― в 2001 году. Он достиг 4-го места в UK Singles Chart и 1-го места в чарте Australia Hitseekers.
Песня была использована в качестве темы сериала «Город пришельцев». Она также прозвучала в мелодраме «Реальная любовь».

## Музыкальное видео
Для отбора было подготовлено два музыкальных клипа. Первая версия была снята в 1999 году и выпущена на американский рынок. Американская версия была снята режиссером Big TV! и использует кадры певицы, выполненные в тонах сепии. Позже Дайдо заявила, что надеется записать новое видео для международного релиза.
Вторая версия, снятая в полном цвете режиссером Лиз Фридлендер, была выпущена в мае 2000 года. Она была выпущена на британский и европейский рынки. Съемки прошли в центре Торонто, Онтарио, Канада.

## Трек-лист
| UK, Australian and New Zealand CD single 1. "Here with Me" (radio edit) – 4:05 2. "Here with Me" (Lukas Burton mix) – 3:55 3. "Here with Me" (Chillin' with the Family mix) – 5:16 4. "Here with Me" (Parks & Wilson Homeyard dub) – 6:02 UK cassette single and European CD single 1. "Here with Me" (radio edit) – 4:05 2. "Here with Me" (Lukas Burton mix) – 3:55 US promo CD 1. "Here with Me" (radio edit) – 4:05 2. "Here with Me" (Lukas Burton mix) – 3:55 3. "Here with Me" (call out research hook) – 0:10 | US DVD single 1. "Here with Me" (video) 2. "Thank You" (live) 3. Photo gallery Japanese maxi-single 1. "Here with Me" (radio edit) 2. "Here with Me" (Lukas Burton mix) 3. "Here with Me" (Chillin' with the Family mix) 4. "Here with Me" (Parks & Wilson Homeyard dub) 5. "Thank You" (Deep Dish dub) |

## Чарты и сертификации
| Чарт (2001)                            | Высшая позиция |
| -------------------------------------- | -------------- |
| Австралия (ARIA)                       | 52             |
| Австрия (Ö3 Austria Top 40)            | 9              |
| Бельгия/Фландрия (Ultratop 50)         | 7              |
| Бельгия/Валлония (Ultratop 50)         | 25             |
| Canada (Nielsen SoundScan)             | 23             |
| Дания (Tracklisten)                    | 12             |
| Europe (Eurochart Hot 100)             | 10             |
| Финляндия (Suomen virallinen lista)    | 6              |
| Франция (SNEP)                         | 4              |
| Германия (GfK)                         | 16             |
| Hungary (Mahasz)                       | 5              |
| Ирландия (IRMA)                        | 8              |
| Италия (FIMI)                          | 35             |
| Нидерланды (Dutch Top 40)              | 14             |
| Нидерланды (Single Top 100)            | 22             |
| Новая Зеландия (Recorded Music NZ)     | 3              |
| Норвегия (VG-lista)                    | 8              |
| Portugal (AFP)                         | 2              |
| Шотландия (OCC Scotland)               | 4              |
| Испания (PROMUSICAE)                   | 7              |
| Швеция (Sverigetopplistan)             | 19             |
| Швейцария (Schweizer Hitparade)        | 6              |
| Великобритания (OCC UK Singles)        | 4              |
| США (Billboard Bubbling Under Hot 100) | 16             |
| США (Billboard Adult Pop Airplay)      | 21             |

| Чарт (2001)                       | Позиция |
| --------------------------------- | ------- |
| Belgium (Ultratop 50 Flanders)    | 36      |
| Belgium (Ultratop 50 Wallonia)    | 94      |
| Europe (Eurochart Hot 100)        | 39      |
| France (SNEP)                     | 34      |
| Germany (Official German Charts)  | 84      |
| Ireland (IRMA)                    | 80      |
| New Zealand (Recorded Music NZ)   | 13      |
| Switzerland (Schweizer Hitparade) | 44      |
| UK Singles (OCC)                  | 48      |

| Регион | Сертификация | Продажи  |
| --- | ------------ | -------- |
| Франция (SNEP) | Золотой      | 250 000* |
| Великобритания (BPI) | Золотой      | 400 000  |
| * Данные о продажах приведены только на основе сертификации. · Данные о продажах + прослушиваниях приведены только на основе сертификации. |              |          |